# Isla Pott
Isla Pott (en francés: Île Pott; llamada Phwoc en la lengua local) es una isla de Nueva Caledonia, situada a unos 70 km al noroeste de la punta norte de Grande Terre. Esta es la segunda isla más grande del archipiélago y comuna de las islas Belep, después de la  Isla de Art de la que está separada por un canal de 4 kilómetros de ancho.
Fue poblada inicialmente por los Canacos, con una ciudad principal en la costa oeste, pero su población se trasladó a finales del siglo XIX. Todos los Belema (nombre dado a los habitantes de Belep) fueron deportados al noreste de Grande Terre, tras la instalación de una colonia de leprosos en la isla entre 1892 y 1898.